# جامعة بورتوريكو
جامعة بورتوريكو (بالإنجليزية:University of Puerto Rico)، هي جامعة عامة رئيسية في كومنولث بورتوريكو الأمريكي في الولايات المتحدة.

## الوصف
تضم 11 حرمًا جامعيًا، وحوالي 44,200 طالب، وحوالي 4,450 عضو هيئة تدريس.

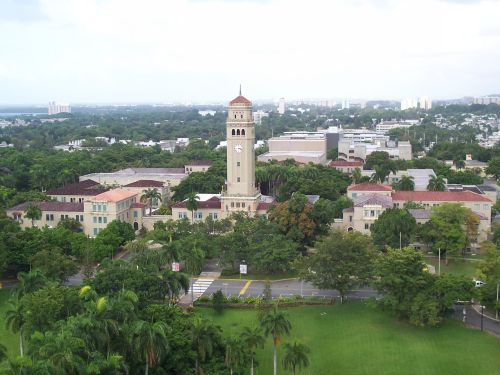
منظر جوي لحرم ريو بيدراس الجامعي

البرج الرئيسي لجامعة بورتوريكو (مستوحى من برج جيرالدا، برج كاتدرائية إشبيلية الذي يعود للقرون الوسطى).

## التاريخ
- في عام 1913 تم إنشاء قسمي الصيدلة والقانون.

- في عام 1923 أعادت الجامعة تنظيمها إداريًا لتصبح إدارة تعليمية مستقلة، جعل مجلس الأمناء كمجلس إدارة، وجعل منصب رئيس الجامعة هو المسؤول الرئيسي.

- في عام 1926 تم إنشاء كلية التجارة وكلية الطب، وتم إفتتاح أول برنامج للدراسات العليا: ماجستير الآداب في الدراسات الإسبانية.

- في عام 1928 ضرب إعصار سان فيليبي الثاني جزيرة بورتوريكو وألحق أضرارًا جسيمة بالحرم الجامعي في ريو بيدراس، وبدأ الموظفون وأعضاء هيئة التدريس بناء الهياكل الرئيسية على طراز عصر النهضة الإسباني.

- في عام 1946 حصلت الجامعة على الاعتماد من رابطة الكليات والمدارس بالولايات الوسطى، بإعادة تنظيم الجامعة إلى ثلاثة فروع جامعية - ريو بيدراس، وماياجويز، والعلوم الطبية.

- في عام 1967 تم إنشاء الكليات الإقليمية: أريسيبو وكايي وهوماكاو. تم إنشاء خمسة آخرى في السنوات التالية: بونس، بايامون، أغواديلا، كارولينا، وأوتوادو.[4]